# Aequorea krampi
Aequorea krampi is een hydroïdpoliep uit de familie Aequoreidae. De poliep komt uit het geslacht Aequorea. Aequorea krampi werd in 1984 voor het eerst wetenschappelijk beschreven door Bouillon. 